# Hükszoszok

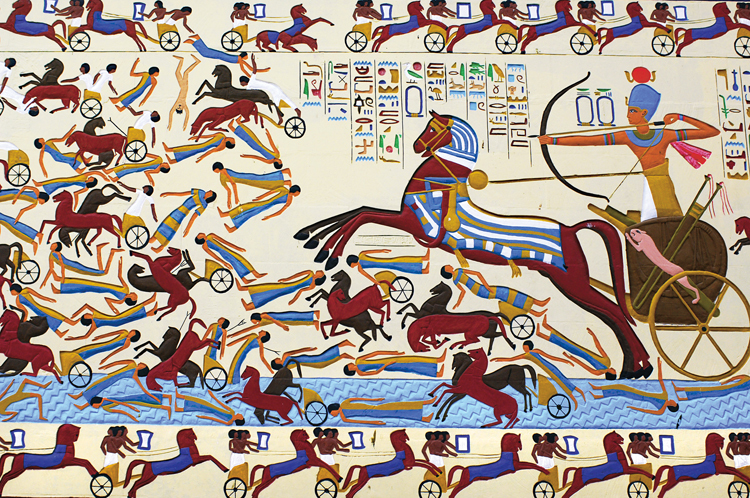
A hükszoszok, i.e. 1600 körül (egyiptomi falfestmény)

A hükszoszok északnyugati sémi eredetű nép (kánaániták vagy ammoniták), akik i. e. 1720 és 1710 között Egyiptomra törve győzelmet arattak a középbirodalom fáraói felett. A hódítókat az egyiptomiak nevezték el hükszoszoknak (egyiptomi nyelven: heka haszut), vagyis „az idegen földek urai”-nak. Fővárosukká Avariszt tették a Nílus deltájában. Csaknem száz évig tartó uralmuk alatt hatalmas királyságot hoztak létre, amelynek Szíria és Palesztina is része volt. Egyes feltételezések a hükszoszokat a kassúkkal azonosítják.
A hükszoszok Egyiptom XI. dinasztiájának idején jelentek meg Egyiptomban, a XIII. dinasztia idején kezdték meg útjukat a hatalom felé, majd Avarisz és a folyódelta elfoglalásával zárták a második átmeneti korszakot. A XIV. dinasztiával is kapcsolatban álltak. A XV. dinasztia korában átvették az uralmat Alsó-Egyiptom felett, de az egyiptomi XVII. dinasztia végének és a XVIII. dinasztia elejének uralkodói kiűzték őket. Közvetlen hatalmuk csak Alsó-Egyiptomra és Kánaánra terjedt ki, Felső-Egyiptom önálló maradt adó fejében saját dinasztiái alatt. Alsó-Egyiptomban is elkülönültek azonban az egyiptomiaktól, nem költöztek be városaikba, hanem erődített katonai táborokban laktak. Ilyen derékszögű, vertföld építményeket – a legnagyobb a főváros, Avarisz volt – Egyiptom mellett a régészek Palesztinában: Jerikóban, Szikemben és Lákisban találtak. Nem vezettek be Alsó-Egyiptomban sem saját adminisztrációt, megelégedtek a városok egyenkénti adóztatásával. Ők vezették be Egyiptomban a ló vontatta harci szekér, a vertikális szövőszék, a lant és az összetett íj használatát. Legfontosabb hozzájárulásuk az egyiptomi kultúrához a kánaáni istenek és az ázsiai műalkotások megismertetése volt, miáltal nagyban segítették az Egyiptomra addig jellemző despotizmus és elszigeteltség feloldását. A hükszoszok uralmának I. Jahmesz fáraó vetett véget i. e. 1550-ben a taniszi csatában.
A zsidók egyiptomi tartózkodását egyes történészek az ország hükszoszok általi megszállásával hozzák kapcsolatba, ezen elmélet szerint a zsidók velük együtt sodródtak Egyiptomba. Az egyik hükszosz uralkodó, Jakubher neve mindenesetre feltűnően hasonlít a bibliai Jákobra.

## A hükszosz XV. dinasztia
Hagyományosan csak a hat XV. dinasztiabeli uralkodót nevezzük hükszosz uralkodóknak. A hükszosz nép körében használt nevek kánaánita nevek voltak, ez látható a szemita istenségek neveinek - így Anat vagy Baal - előfordulásából azon nevekben, amelyeket a hükszoszok viseltek. Új hadviselései módot vezettek be Egyiptomban, az összetett íjat és a lóvontatású harci szekeret alkalmazták.
A hükszosz királyság központja a Nílus keleti deltájában és Közép-Egyiptomban volt, mérete korlátozott, és területe nem terjedt ki dél felé Felső-Egyiptom területére, amely a tébai uralkodók uralma alatt állt. A déli országrésszel a hükszoszok kapcsolatai főként kereskedelmi jellegűek voltak, bár a tébai hercegek egy időben elismerték a hükszoszok uralmát és hódoltak feléjük. A hükszosz XV. dinasztiába tartozó uralkodók Memphiszt választották fővárosuknak és kormányzati székhelyüknek, nyári rezidenciájuk Avariszban volt.
Ezen királyok uralma egybeesik a XVI. és XVII. dinasztia fáraóinak uralmával, a kort összefoglaló néven a második átmeneti kornak nevezik. A XVIII. dinasztia első uralkodója, I. Jahmesz végül uralkodásának 16. évében kiűzte a hükszoszokat a Saruhenben levő utolsó erősségükből. A tudósok a szkarabeuszok egyre gyakoribb ábrázolásában és egyes egyiptomi művészeti elemek átvételében annak jelét látják, hogy a XV. dinasztiába tartozó hükszosz királyok egyre inkább egyiptomivá váltak. A hükszoszok az egyiptomi királyi uralommal kapcsolatos jelképeket és megnevezéseket használtak, és átvették az egyiptomi Széth istenséget mint saját uralmukat támogató istenséget. Úgy tűnik, hogy az ország legnagyobb részében elfogadták a hükszosz államigazgatást, az északi országrészben pedig egyenesen támogatták azt. A politikai helyzet stabil volt, de az őslakos egyiptomiak továbbra is idegen hódítókként tekintettek a hükszoszokra. Amikor végül kiűzték őket, megszállásuk minden nyomát eltörölték. A hükszoszok szempontjából íródott történetírás nem maradt fenn, a korról csak egyiptomi beszámolók vannak, amelyeket a megszállókat kiűző XVIII. dinasztiabeli fáraók készítettek.
A hükszoszok elleni harcot a XVII. dinasztia uralkodói kezdték meg és folytatták. Egyes történészek szerint a thébai királyok démonizálták az északi, ázsiai származású uralkodókat, és emlékeiket ennek nyomán pusztították el. A hükszosz dinasztiákra mint egyfajta egyiptomivá vált idegenekre tekintettek, akiket részben elfogadtak, de igazán nem toleráltak egyiptomi alattvalóik. Egyes tudósok, pl. John A. Wilson úgy találta, hogy a hükszoszokat hatalmaskodó, vallástalan és idegen uralkodóként ismerték, és ezt más források is megerősítik.
A thébai független egyiptomi uralkodók azonban úgy tűnik, hogy egyfajta gyakorlatias együttműködésre törekedtek a kései hükszosz uralkodókkal. Erre példa a hükszosz uralom alatt a Közép-és Alsó Egyiptomon való átutazási jog biztosítása, valamint a termékeny folyódeltában biztosított legeltetési jog is. Az egyik korabeli dokumentumon, a Carneron-táblán olvashatók a thébai uralkodó tanácsadóinak fenntartásai azzal kapcsolatban, amikor Kamosze hadjáratot sürgetett a hükszoszok ellen, mondván, hogy a hükszoszok „szégyenteljes folt a szent Egyiptom testén”. A tanácsadók egyértelműen a status quo fenntartása mellett érveltek: „Jól megélünk Egyiptomnak ezen a felén. Elefantum erős és az ország a miénk egészen Cusea-ig. Földjeik legjobbját nekünk művelik, marháink a folyódeltában legelhetnek. Marháinkat nem veszik el, ők bírják az ázsiaiak részét, mi bírjuk Egyiptomot”.

## Volt-e hükszosz invázió?
Elözönlötték a földet, mint a sáska, rajra, raj.
Karjuk vadas hálóként feszült a mezőn
Karjukból senki sem menekült,
Karjukból senki sem szabadult…
Manethón egyiptomi krónikás leírása szerint a hükszoszok mint egy barbár fegyveres horda jelent meg Egyiptomban, ahol kevés ellenállásba ütköztek és erővel foglalták el az országot. Feljegyezte, hogy a hükszoszok felégették a városokat, lerombolták a templomokat és rabszolgasorba vetették a nőket és gyermekeket.
A kutatók szerint a hadviselés új módja révén a hükszoszok egyre inkább uralmuk alá hajtották az ország ezen részét és megalapították királyságukat a folyódeltában és Thébában a vörös tengeri kereskedelem biztosítása érdekében. Herbert E. Winlock leírta az új hadviselési mód eszközeit: az összetett íjat, a továbbfejlesztett visszacsapó íjat és a legfontosabbat, a lóvontatású harci szekeret, valamint a továbbfejlesztett nyílhegyeket, többféle kardot és lándzsát, páncélt, sodronyinget és fémsisakokat.
Az utóbbi évtizedekben a békés, erőszak nélküli beáramlás elmélete nyert teret. Ezen elmélet szerint a XIII. dinasztia egyiptomi uralkodói túl gyengék voltak ahhoz, hogy megállítsák ezen Ázsiából Egyiptomba irányuló migráns népességet, mert erőfeszítéseiket az országban dúló éhínség és járványok megfékezésére fordították. Még ezt megelőzően III. Amenemhat uralkodó nagyarányú építkezéseket és bányászati tevékenységet folytatott. Gene Callender megjegyzi, hogy „ázsiai népesség nagy számban, részben a kiterjedt építkezések elvégzésére áramlott be” és ez hozzájárulhatott ahhoz, hogy a hükszoszok letelepedjenek a folyódeltában, amely ezt követően az egyiptomi uralom végéhez vezetett. I. e. 1700-ig (kb. 100 év alatt) Egyiptom politikailag széttöredezett, és a folyódelta északkeleti részén helyi királyságok alakultak.
Ezek egyike volt Neheszi király királysága, amelynek fővárosa Avarisz volt, a királyság pedig szíriai-palesztin népességből állt. E a népcsoport a XII. dinasztia idején telepedett itt le, és legtöbbjük valószínűleg katona, tengerész, hajóács és munkásember volt. Dinasztiájuk helyét a nyugati szemita nyelvet beszélő szíriai-palesztin dinasztia vette át, később ez lett az alapja a hükszosz királyságnak, amely képes volt arra, hogy a bizonytalan politikai helyzet miatt dél felé is terjeszkedjen. Erőfeszítéseiket a hadsereg, a hajók és külföldi kapcsolatok támogatták.
A Manethón munkáiból idéző Iosephus Flavius leírása szerint inkább az történt, hogy az egyiptomiak egyre inkább átvették a kereskedelmi központ korrupt gyakorlatát, amelyet azok lázadása követett, akik a Maatban megszokott életet kívánták élni. Szerinte reguláris seregek harca nem következett be: „Az ellenséges erő könnyedén elfoglalta a területet anélkül, hogy egy kardcsapás történt volna, és miután legyűrték a terület uralkodóit, kegyetlenül elpusztították városaikat és az istenek templomait földig rombolták. Végül Szalitisz nevű vezetőjüket királlyá választották. Székhelyül Memphiszt választották, adót vetettek ki Felső-és Alsó-Egyiptomra, és a stratégiai pontokon helyőrséget hagytak”.
Az alsó-egyiptomi Memphisz-Fajjúm régióban talált régészeti leletek közül a kerámiák nem támasztják alá azt az elképzelést, hogy új hódító érkezett volna. Jamine Bouirreau memphiszi ásatásai nyomán a Lish és Dahswban a második átmeneti időszakhoz tartozó leletek tanúsága szerint a Közép-Királyság kerámiái időbeli megszakítás nélkül fellelhetők. Ezek körében hükszosz stílusú edények nem voltak fellelhetők. Bouirreau leletei erőteljesen azt sugallják, hogy a hagyományos, Manethón által támogatott nézet, miszerint a hükszoszok invázióval vették birtokba a memphiszi régiót és hozták létre a maguk uralmát, nem állja meg a helyét.
A XVII. dinasztia alatt folyt thébai vezetésű felszabadító háború kezdetéig tartó korszakban újabb thébai kerámia nem került elő a Fajjúm-Memphisz régióban. Egyes szövegek szerint, amíg a hükszoszok uralmuk alá hajtották a folyódelta vidékét, a thébaiak aranybányászattal és a vörös-tengeri kereskedelemmel voltak elfoglalva, és így elhanyagolták a beáramlás elleni fellépést. Alsó-Egyiptom és Théba egymástól függetlenül működtek és csak kevés kapcsolat volt köztük.
Bouirreau érvelése szerint a Manethón leírásában szereplő hükszosz uralom meglétét a Kamosze szövegben levő bizonyítékok igazolják, miszerint Kamosze visszautasította a vazallusi szerepet, a Kuszainál levő határ szigorú ellenőrzését, a nílusi hajóforgalom megadóztatását, valamint azt, hogy az ázsiai legénységű helyőrségeket egyiptomi parancsnokok vezessék.
A XIII. egyiptomi dinasztia idejére az idegen hadurak kisajátították maguknak a fáraó nevet, és harcba kezdtek annak eldöntésére, hogy melyikük legyen a fáraó. Egyesek úgy érveltek, hogy nem volt szükség adófizetés vagy engedelmesség vállalására egy gyenge uralkodó uralma alatt, és ennek nyomán kezdtek sokasodni a problémák.
A Egyiptom békés elfoglalásának elméletében hívők azzal érvelnek, hogy nincsenek nyomai csatáknak vagy általános háborúknak ebben az időszakban. Azzal is érvelnek, hogy a harci szekerek nem játszhattak fontos szerepet, mert pl. harci kocsiknak nem találták nyomát a hükszosz főváros, Avariszban folytatott kiterjedt ásatások ellenére sem.
Amíg a ló és a harci kocsi az adott kor uralkodó osztályának fontos eszközeivé váltak, úgy lettek a hatalom jelképévé egész Európában, Görögországban, Indiában, Mezopotámiában, Kelet-Európában és Kínában. A királyokat harci kocsikon ábrázolták, ezen mentek háborúba és ebben temették el őket. A matematikai készségek és a jól szervezett, hatékony adminisztráció, ami a hükszoszok igazi erejét adja, kevéssé volt csodálat tárgya a riválisok részéről.

## Thébai támadás
A hükszoszok elleni háború a XVII. dinasztia utolsó évében kezdődött Thébában. A később keletkezett új királysági irodalmi hagyomány szerint az egyik thébai király, Szenahtenré Jahmesz kezdett harcot az északi király, Aauszerré Apepi ellen. A hagyomány elbeszélés formájában maradt fenn (Apóphisz és Szekenenré), és ebben a hükszosz király, Apepi követeket küldött Thébába, és azt követelte, hogy tiltsa be a thébai sportot, a víziló-vadászatot, mert ezek a fenevadak olyan zajt csaptak, hogy nem tudott aludni a távoli Avariszban. Az igazi ok valószínűleg az volt, hogy főistenük Széth volt, akit félig emberként, félig vízilóként ábrázoltak. Jan Assmann feltételezése szerint mivel az ősi egyiptomiak nem tudtak magában levő, személyiség nélküli istent elképzelni, Széth, a sivatag istene, akit a történet szerint kizárólagosan tiszteltek, a gonosz megtestesülése volt. Az egyetlen történelmi tény, ami a meséből levonható, valószínűleg az, hogy Egyiptom megosztott ország volt, amelyben északon a hükszoszok uralkodtak, és amelynek valószínűleg egész Egyiptom behódolt.
Szenahtenré Jahmesz fia, Szekenenré Ta-aa (akit az utókor a Vitéz vagy Bátor melléknévvel tisztelt meg) aktív katonai tevékenységet kezdett, amely valószínűleg túlmutatott a határvillongásokon. Feltehetően kifejezett katonai akciókat vezetett a hükszoszok ellen, és a múmiáján található kegyetlen seb tanúsága szerint ezen egyike során esett el. Utódja Uadzsheperré Kamosze volt, a thébai XVII. dinasztia utolsó uralkodója. Nevéhez fűződik a thébaiak hükszoszok elleni háborújának első jelentős győzelmei.

## Kamosze uralma alatt
Kamosze Thébából serege élén északra hajózott uralkodása 3. évében. Megtámadta és lerohanta a hükszoszok legdélebbi helyőrségét, Neferuszit, amely északra van Kuszaitól, majd északon egészen Avarisz magasságáig vezette seregét. Bár a várost nem foglalta el, a körülötte levő területet seregével elpusztította. A Thébában talált második sztélén tovább olvasható a háborúnak a Carnanon-táblán elkezdett leírása. Itt olvasható az a történet, amelyben az Avariszban levő Apepi hükszosz királytól szövetségeséhez, Kús uralkodójához üzenetet vivő követet elfogják. Az üzenetben a király szövetségese haladéktalan beavatkozását kéri a Kamosze harci cselekményei jelentette fenyegetés elleni fellépésben, amely mindkettőjük királyságát veszélyeztette. Kamosze azonnal elrendelte, hogy csapatainak egy része foglalja el a nyugati sivatagban levő Bahrija oázist, hogy a délre vivő sivatagi utat ellenőrzése alá vonja és elzárja. Kamosze ezután felhajózott a Níluson Thébába, hogy a hükszoszok feletti győzelmét megünnepelje. A harcok azonban nemigen haladhatták meg egy sikeres, a hükszoszokat váratlanul érő katonai rajtaütés jelentőségét. Kamosze ennél többet már nem tett, az ütközetben szerzett sebesülésébe halt bele.
A XV. dinasztia utolsó előtti hükszosz királya, Apepi uralmának utolsó évében a hükszoszokat kiűzték Közép-Egyiptomból, akik visszavonultak észak felé, majd csapataikat az Atfih melletti Fajjúm oázis bejáratánál szervezték újjá. Ez a hükszosz király túlélte Szekenenrét, és Kamosze uralmának végén még mindig a trónon volt, bár már egy sokkal kisebb királyság élén. A XV. dinasztia utolsó hükszosz uralkodója Hamudi (vagy II. Apepi) volt, akinek rövid uralkodás jutott Kamosze utódja, I. Jahmesz uralkodásának első szakaszában.

## I. Jahmesz uralma alatt
Győzedelmesen haladtam a folyó irányában lefelé, hogy visszaszorítsam az ázsiaiakat Amon parancsára, aki a helyes parancsokat adja… Visszavertem az Egyiptomba benyomulni akaró ázsiaiakat… Az éjjelt a hajómon töltöttem és a szívem boldog volt.
A XVIII. dinasztia első királyának tekintett Jahmesz már eltöltött pár évet a trónon, mire újraindította a hükszoszok elleni háborúkat. Hadjáratának részleteiről Jahmesz Pennehbet sírjának falán levő beszámolón olvashatunk, aki egy El-Kábból származó katona volt, és akinek már apja is Szekenenré Ta-aa alatt szolgált és családja hosszú idő óta a körzet vezetőit adta. Úgy tűnik, számos támadás kellett Avarisz ellen ahhoz, hogy a hükszoszokat végül megverjék és kiűzzék Alsó-Egyiptomból. Ennek pontos dátuma nem ismert.
Egyes szaktekintélyek a kiűzést Jahmesz uralkodásának 4. évére teszik, de Donald Redford, akinek kronológiáját jelen tanulmány követi, az uralkodás 15. évére teszi ezen esemény megtörténtét. Jahmesz felirata beszámol arról, hogy gyalog követte királyát, aki harci szekéren ment a háborúba, az Avarisz környéki harcokban foglyokat ejtett és számos kezet szállított el (a leölt ellenség lemészárlásának bizonyítékaként), amelyért kitüntették. Avaris elfoglalását csak röviden említi: „Majd Avariszt kifoszottuk. Zsákmányt is ejtettem: egy férfit, 3 nőt, összesen 4 embert. Őket az uralkodó rabszolgának adta nekem.”
Avarisz eleste után a menekülő hükszoszokat az egyiptomi hadsereg kiűzte a Sínai-félsziget északi részén át Kánaán déli részére. Itt, Rafah és Gáza között a Negev sivatagban a megerősített Saruhen városát háromévi ostrom után lerombolták. Nem ismert, hogy Avarisz eleste után mennyi idővel történt az ázsiai hadjárat. Észszerűen feltehető, hogy a Dél-Kánaánba való beáramlás a hükszoszok Avariszból való kiűzetése után elég hamar bekövetkezhetett, de az Avarisz elestét megelőző ostrom is eléggé elhúzódhatott, és ezután, a saruheni csata előtt is el kellett telnie egy hadviselési „szezonnak”, így az események kronológiája eléggé bizonytalan.

## Későbbi korok eseményei
A hükszoszok egészen a hellenisztikus korig az egyiptomi irodalomban az „ázsiaiak” szinonímája voltak. A hükszosz kifejezést gyakran használták a folyódeltában letelepedett csoportokra, így a szemitákra is, és ez vezethette az egyiptomi pap-krónikást, Manethónt arra, hogy a hükszoszok bejövetelét József és testvérei Egyiptomba való bemenetével azonosítsa, valamint ez vezethette a mai történészeket arra, hogy a hükszoszok kiűzését az Exodusszal azonosítsák. Ezen azonosítással kapcsolatban jelentős tény, hogy néhány hükszosz fáraónak izraelita hagyományokból ismerős nevei voltak, mint például Jakobeam fáraó neve a XVI. dinasztiából. Ez azt is jelentheti, hogy az egyiptomi feljegyzésekben szereplő hükszoszok kiűzése a szemita uralkodók és katonai, politikai elit kiűzését jelenti, és nem jelenti az alsóbb osztályok tömeges kiűzését, akiket az ókori világban a hódítók hagyományosan inkább kizsákmányoltak, semmint kiűztek vagy lemészároltak.
Kevés bizonyíték van arra, hogy a XIX. egyiptomi dinasztia királyainak volt kapcsolata valamilyen mértékben a hükszoszokkal. Ezen kevés számú bizonyíték körébe a következők tartoznak:
- I. Ramszesznek Avarisz mellett voltak örökölt földjei
- II. Ramszesz
  - megünnepelte Szutekh (Széth) imádatának 400. évfordulóját apja, I. Széthi tiszteletére (Széth istent a hükszoszok Baallal azonosítják)
  - elsőszülött lányának szemita nevet adott (Bintanath, amelynek jelentése: Anat istennő lánya)
  - kedvenc harciszekér-lovait Anatnak ajánlotta (és így is nevezte el őket)
  - Avariszt választotta fővárosául, majd magáról nevezte el (Per-Ramszesz)
- A XIX. dinasztia uralkodói ázsiaiakat neveztek ki a közigazgatás kiemelkedő pozícióiba.
- A XVIII. dinasztia első szakaszában talált hükszosz-elleni „kirohanások” gyakorlatilag teljesen hiányoznak.

A XIX. dinasztia végén bekövetkezett trónviszályt követően a XX. dinasztia első fáraói az elephantinéi sztélén és a Harris-papiruszon újjáélesztették a hükszoszellenes kiállást annak érdekében, hogy hazafiúi érzületet az északi ázsiai betelepültekkel szemben megerősítsék. Ezen telepeseket szintén kiűzhették az országból. A XX. dinasztiát megalapító Széthnaht feljegyzi a második évről szóló sztélén, hogy megverte és kiűzte az ázsiaiak nagy seregét, akik korábban,  Tauszert uralmának vége és a XX. dinasztia kezdete közötti zűrzavart kihasználva özönlötték el Egyiptomot, és visszaszerezték elrablott aranyuk és ezüstjük nagy részét.
A hükszoszok története ismert volt a görögök előtt, akik saját mitológiájukban Belus (Baál?) és az argoszi dinasztiával összefüggésbe hozott Danaosz kiűzetésével azonosították őket.

## Kik voltak a hükszoszok?
A hükszoszok etnikai eredetére számos elmélet létezik. A legtöbb régész a népet sok etnikumból álló csoportnak írja le, akik közé a folyódeltát elfoglaló minden nép beletartozott. Egyesek közülük hadiurak voltak, akik az egyiptomiak szolgálatába akartak állni, mások munka nélküli mezőgazdasági munkások voltak, akik munkát kerestek, de rablóbandákba tömörültek azt követően, hogy nem kaptak munkát. Másik ügyes kereskedők, szakemberek, orvosok, ügyvédek, írástudók, papok, diplomaták, könyvelők voltak. Voltak köztük kereskedők, akik nyersanyagokat importáltak.
A hükszosz kifejezés az egyiptomi hekau haszut szóból származik, amelynek jelentése: idegen országok uralkodói. Apion ellen című munkájában Iosephus Flavius vitatja a zsidók Egyiptomból való kivonulásáról szóló bibliai leírás és a Manethón egyiptomi történész által leírt 2 exodus-szerű esemény közötti összefüggést. Azt is nehéz meghatározni, hogy Manethón milyen eseményt írt le és azt Flavius vagy Apion hogyan értelmezték. Flavius az izraeliták Exodusát Manethón által említett első kivonulással azonosította, amelynek során kb. 480 000 „pásztorkirály” (akiket egyszerűen pásztoroknak vagy királyoknak, valamint fogoly pásztoroknak is neveztek) elhagyta Egyiptomot és Jeruzsálembe mentek.
Apion azonosított egy Manethón által említett második exodust is, amelynek során egy áruló Ozarszeph nevű egyiptomi pap felkelésre indított Egyiptom ellen 80 000 „leprást”. Manethón nyilvánvalóan összekeveri az Amarna-korszak eseményeit (i. e. 14. század) és a XIX. dinasztia eseményeivel. Ezentúl Apion összekeveri ezen eseményeket a bibliai exodusszal is és Manethónnal ellentétben még azt is állítja, hogy ez az eretnek pap a nevét is megváltoztatta, Mózesre. Sok szakember a leprásokat és leprás papokat nem szó szerint értelmezi, a leprás szót nem kórként, hanem egy furcsa és nem kívánt új hitrendszerként értelmezik.
Flavius feljegyzi a szó érthető, de mégis hamis etimológiáját: ezek szerint a görög hykszosz szó az egyiptomi heka szazunak felel meg, amelynek jelentése: beduinszerű pásztor-királyok, amelyről a tudósok nemrégiben állapították meg, hogy igazából „idegen országok uralkodóit” jelenti.
A hódítást illetően egyes régészek a hükszoszokat „északi hordák”-ként jellemzik, amelyek „Palesztinán és Egyiptomon átszáguldottak gyors harci szekereiken”. Mások „beszivárgó hódításnak” nevezik az eseményeket, amelynek során a nomádok és félnomádok fokozatosan települtek be az országba, és vagy fokozatosan vették át az irányítást az országban, vagy gyors államcsínnyel vették át az irányítást a meglevő kormány felett. Jacquatte Hawkes régész szerint: „Mai nézeteink szerint a hükszoszok nem ázsiaiak hódító hordáinak beözönlését jelentették (…) ez a nép vándorló szemita népcsoportot jelentett, amely már jóval régebben kereskedelmi és egyéb békés célokra érkezett Egyiptomba.” Ezen felfogásban azonban nehezen érthető, hogy „vándorló csoportok” hogyan vehették át az irányítást Egyiptomban, különösen mivel a XII. dinasztiát követően az ország hatalma csúcsán állt.

## Uralkodók
Egyiptom hükszosz uralkodói a XV. dinasztiát alkotják. Ismert uralkodóik:
- Szalitisz (Szelek, Szehaenré)
- Sesi (Maaibré, Bnón)
- Jakubher (Apahnan, Meruszerré
- Hian (Jannasz, Szeuszerenré)
- I. Apepi (Aauszerré / Aakenenré / Nebhepesré; lehet, hogy 3 különböző uralkodó)
- Hamudi

Sorrendjük vitatott. Más ismert, feltehetőleg Szalitisz elé tehető hükszosz királyok: Szemken, Aper-Anat, Szekirhar.
További, név szerint ismert hükszosz királyi családtagok: Janasszi, Hian legidősebb fia; Tani és Ziwat, Apepi lánytestvérei; Apepi herceg, Apepi fia; Herit, Apepi lánya, akinek a neve szerepel egy vázán, melyet Ahmesz-Nofertari sírjában találtak.

## Fordítás
- Ez a szócikk részben vagy egészben  a   Hyksos című angol Wikipédia-szócikk fordításán alapul.  Az eredeti cikk szerkesztőit annak laptörténete sorolja fel. Ez a jelzés csupán a megfogalmazás eredetét és a szerzői jogokat jelzi, nem szolgál a cikkben szereplő információk forrásmegjelöléseként.